# Bromus magnus
Bromus magnus är en gräsart som beskrevs av Yi Li Keng. Bromus magnus ingår i släktet lostor, och familjen gräs. Inga underarter finns listade i Catalogue of Life.